# Sølvgibbon
En sølvgibbon (Hylobates moloch) er en art i slægten gibboner. Arten lever endemisk på øen Java, hvor den lever i uforstyrrede regnskove i højder på op til 2.450 m. Den er opført som truet på IUCN's rødliste siden 2008, da den vilde bestand anslås til at omfatte mindre end 2500 voksne individer.
Dens pels er blågrå med en mørkegrå eller sort hætte. Som alle gibboner er sølvgibboner nedsat fleksibilitet i lænden, skulderblade der er placeret på dens ryg, og den har ingen hale. Den har lange, buede fingre og meget lange arme i forhold til dens ben. I gennemsnit vejer en fuldvoksen sølvgibbon 8 kg. Den er dagaktiv og lever næsten hele deres liv i træerne. Derfor er sølvgibboner meget gode til at klatre i og svinge fra træ til træ. Dette er muligt på grund af dens mobile håndled, fuld rotation af overarmen, og evnen til at låse deres albuerne når de hænger i træer. Dens kost består af frugter, blade og blomster.
Hvert tredje år føder hunnen i gennemsnit en enkelt unge, efter en drægtighed på syv måneder. Afkommet ammes i omkring 18 måneder og lever sammen med familieflokken, indtil den er fuldt moden hvilket den bliver som omkring otte til ti år gammel.

## Levevis
Som alle gibbonarter lever voksne sølvgibboner i par. Disse par anskaffer sig territorium, som parret derefter forsvarer stærkt. Den har relativt små territorier på omkring 17 ha. Hunnerne synger for at markere deres territorium flere gange om dagen, og hvis den opdager fremmede på dens territorium, skriger hannen i et forsøg på at skræmme dem væk. Størstedelen af sølvgibboners sang og skrig er frembragt af hunner. Hunnerne starter deres råb og sang efter kl. 05.00, og de topper omkring kl. 06.00. I modsætning til hunnerne laver hannerne deres skrig primært før kl. 05.00. Hannernes skrig minder om omkvæd, hvor minimum tre hanner deltager. Hannerne laver disse skrig omkring hver 8,5. dag. Hannernes skrig sker før hunnernes og varer længere end hunnernes solosange. De fleste hanner begynder deres sange begynder ved daggry, mens det stadig er mørkt, mellem kl. 03.55 og kl. 04.40. Hannerne er normalt meget aggressive over for andre der kommer ind på deres territorium.

## Trusler og bevarelse
Sølvgibboner er blandt de mest truede primater. Den har været opført som truet på IUCN's rødliste siden 2008, hvor bestanden ser ud til at være mere stabil end i en vurdering fra 2004 hvor arten var vurderet som kritisk truet. Denne vurdering antydede tilmed, at der var en 50 % chance for at sølvgibboner ville uddø inden for det næste årti. Ødelæggelse af levesteder på tætbefolkede Java fortsætter med at reducere artens naturlige udbredelsesområde. Mange gibboner går også tabt på grund af den ulovlige kæledyrshandel, hvor voksne jages, så deres unger kan sælges på markederne som kæledyr. Der er mindre end 2.000 sølvfarvede gibboner i naturen fordelt på otte forskellige steder, der anses for at være genetisk levedygtige for artens videreførelse. Der er desuden omkring et dusin små, ikke-levedygtige bestande. Mount Halimun Salak National Park opretholder den største bestand af sølvgibboner på ca. 1.000 individer. Andre store bestande på flere hundrede gibboner findes i Gunung Ciremai National Park og Gunung Gede Pangrango National Park. I sidstnævnte er der et gibboncenter, der rehabiliterer tidligere fangede gibboner.
Flere zoologiske haver avler sølvgibboner i forsøg på at bevare arten. På trods af disse bestræbelser er den fremtidige overlevelse af denne art usikker.

## Klassifikation
Nogle forfattere anerkender to underarter af sølvgibboner:
- Vestlig sølvgibbon eller, H. m. moloch
- Østlig sølvgibbon eller, H. m. pongoalsoni